# Organización municipal de la provincia de San Juan
En la provincia de San Juan en Argentina el régimen municipal es ejercido por gobiernos locales denominados municipios. 
El territorio jurisdiccional de cada municipio abarca la totalidad de un departamento y cubren todo el territorio provincial (sistema de ejidos colindantes).

## Los municipios en la Constitución de la Nación Argentina
La organización municipal estuvo contemplada en la Constitución de la Nación Argentina desde su primera promulgación el 1 de mayo de 1853, expresando en su artículo 5 que cada provincia debía dictar una constitución que asegurara su régimen municipal. Sin embargo, no estaba claro si los municipios debían ser autónomos o autárquicos hasta la sentencia del 21 de marzo de 1989 de la Corte Suprema de Justicia de la Nación Argentina (Caso Rivademar), que interpretó que los municipios eran constitucionalmente autónomos.
Esta sentencia fue contemplada en la reforma de la Constitución de la Nación Argentina según el texto sancionado el 22 de agosto de 1994:

Art. 123. Cada provincia dicta su propia Constitución, conforme a lo dispuesto por el Art. 5 asegurando la autonomía municipal y reglando su alcance y contenido en el orden institucional, político, administrativo, económico y financiero.

## Los municipios en la Constitución de la Provincia de San Juan

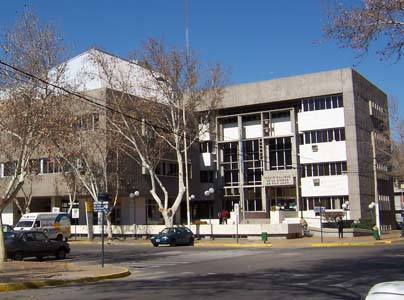
Edificio de la Municipalidad de la Ciudad de San Juan.

La Constitución de la Provincia de San Juan fue reformada el 26 de abril de 1986 y establece respecto del régimen municipal lo siguiente:

DIVISIÓN POLÍTICA
Art. 7. El territorio de la Provincia se divide en diecinueve departamentos a saber: Albardón, Angaco, Calingasta, Capital, Caucete, Chimbas, Iglesia, Jáchal, 9 de Julio, Pocito, Rawson, Rivadavia, San Martín, Santa Lucía, Sarmiento, Ullum, Valle Fértil, 25 de Mayo y Zonda, con sus actuales limites determinados por ley, los que no pueden ser modificados sin previa consulta popular en los departamentos involucrados.

ATRIBUCIONES
Art. 150. Son atribuciones de la Cámara de Diputados:

6) Establecer o modificar los límites de los departamentos de la Provincia, tomando como base los antecedentes históricos, su extensión y población, con el voto de los dos tercios de sus miembros,
7) Reconocer nuevos municipios en razón del número de sus pobladores e importancia de las actividades que allí se realicen, conforme a lo que se establece en esta Constitución,
8) Dictar la Ley Orgánica de los municipios de segunda y tercera categoría. En los casos de escisión o fusión, se debe llamar a consulta popular a todos los electores de los municipios involucrados.

MUNICIPIOS
Art. 239. Todo centro poblacional de más de dos mil habitantes dentro del ejido, puede constituir municipio, que será gobernado con arreglo a las prescripciones de esta Constitución, de las cartas municipales y de la Ley Orgánica que en su consecuencia dicte el Poder Legislativo.

CATEGORÍAS
Art. 240. Los municipios serán de tres categorías, a saber:

1) Los municipios de "primera categoría": las ciudades de más de treinta mil (30.000) habitantes.

2) Los municipios de "segunda categoría": las ciudades de más de diez mil (10.000) habitantes.

3) Los municipios de "tercera categoría": las ciudades, villas o pueblos de más de dos mil (2.000) habitantes.

Los censos oficiales nacionales o provinciales legalmente practicados, determinarán la categoría de cada Municipio.

CARTAS MUNICIPALES
Art. 241. Los municipios de primera categoría dictarán su propia carta municipal, sin más limitaciones que las contenidas en esta Constitución (...)

CONDICIONES BÁSICAS
Art. 242. Las Cartas municipales deberán asegurar: (...)
2) La existencia de un Departamento Ejecutivo unipersonal y de otro deliberativo (...)

LEY ORGÁNICA
Art. 243. Los municipios de segunda y tercera categoría se regirán por la Ley Orgánica que al afecto dicte la Cámara de Diputados, sobre las bases establecidas en esta Constitución. Se compondrán de dos departamentos, uno ejecutivo y otro deliberativo.

DEPARTAMENTO EJECUTIVO - INTENDENTE
Art. 244. El departamento ejecutivo de las municipalidades es ejercido por un intendente, elegido por el voto directo del pueblo a simple pluralidad de sufragios (...)

CONCEJO DELIBERANTE
Art. 245. El departamento deliberativo de las municipalidades está integrado por un concejo, compuesto por cinco (5) concejales fijos, a los que se suma uno por cada quince mil (15.000) habitantes, elegidos directamente por el pueblo de acuerdo al sistema de representación proporcional. Ningún Concejo Deliberante puede estar integrado por más de doce (12) miembros.

AUTONOMÍA
Art. 247. Se reconoce autonomía política, administrativa y financiera, a todos los municipios, los de primera categoría tienen además autonomía institucional.

CAPITULO IV. COMISIONES VECINALES
Art. 252. Los municipios pueden crear comisiones vecinales en aquellos grupos poblacionales de más de quinientos (500) habitantes que así lo requieran, para un mejor gobierno comunal, por razones geográficas, históricas, sociales, de servicio o económicas. La ley orgánica o carta municipal ordena la forma de constitución, régimen y funcionamiento de las Comisiones Vecinales.

DISPOSICIONES TRANSITORIAS
Art. 279. Con carácter de disposiciones transitorias se sancionan las siguientes:

11) Los municipios de Primera Categoría, hasta tanto dicten sus cartas municipales se regirán por la Ley Orgánica de Municipalidades.

### Alcance de la autonomía institucional
La Constitución de la Provincia de San Juan establece que todos los municipios de primera categoría (los que superen los 30 000 habitantes) pueden obtener la autonomía institucional mediante la sanción de una carta municipal. La constitución establece que los municipios con carta municipal deben tener un gobierno de elección popular compuesto por un departamento ejecutivo a cargo de un intendente, y otro deliberativo ejercido por un concejo deliberante. Este último debe estar integrado por un número de concejales determinado por la constitución y debe ser presidido por uno de sus miembros.

## LeyOrgánica de Municipiosn.º 6289
La ley Orgánica de Municipios n.º 6289 fue sancionada el 19 de noviembre de 1992, y establece lo siguiente:

Art. 1. El Municipio es la sociedad organizada políticamente en una extensión territorial determinada con necesarias relaciones de vecindad, sobre una base de capacidad económica, para satisfacer los gastos del gobierno propio y con personalidad jurídica Pública Estatal.

Art. 2. Se reconocen en la Provincia los siguientes municipios:

I. Ciudad de San Juan

II. Rivadavia

III. Santa Lucía

IV. Rawson

V. Pocito

VI. Zonda

VII. Ullum

VIII. Chimbas

IX. 9 de Julio

X. Albardón

XI. Angaco

XII. San Martín

XIII. Caucete

XIV. 25 de Mayo

XV. Sarmiento

XVI. Calingasta

XVII. Iglesia

XVIII. Jáchal

XIX. Valle Fértil

Art. 3. La Cámara de Diputados reconocerá nuevos municipios cuando por su población, por la comunidad de intereses de ésta e importancia de las actividades económicas, reúna las condiciones necesarias para tener vida propia.

Art. 4. La competencia territorial de los Municipios, reconocida por el art. 2º, se extiende hasta los límites que cada municipio tiene al momento de la sanción de la presente ley.

Art. 5. Los límites de los Municipios no pueden exceder los correspondientes al departamento respectivo.

Art. 6. Los municipios de segunda y tercera categoría son independientes de todo otro poder en el ejercicio de sus funciones, gozando de autonomía política, administrativa y financiera. La categorización de los Municipios tiene por objeto su diferenciación orgánica funcional, manteniendo íntegramente la identidad jurídica e institucional señalada en la Constitución Provincial y en esta Ley.

Art. 10. Los municipios serán gobernados por las siguientes autoridades: Un Departamento Deliberativo a cargo del Concejo Deliberante y un Departamento Ejecutivo ejercido por un intendente municipal.

Art. 126. Podrán constituirse comisiones vecinales en aquellos grupos poblacionales de más de quinientos (500) habitantes que así lo requieran, para un mejor gobierno comunal, por razones geográficas, históricas, sociales, de servicio o económicas.

Art. 127. Los municipios dictarán la Ordenanza respectiva, la que deberá disponer la forma de constitución, régimen y funcionamiento, de conformidad a lo dispuesto por la Constitución Provincial y las leyes que rigen la materia.